# Picener
Die Picener (auch Picenter, Piceni) waren ein antikes Volk in Italien, das im 3. Jahrhundert v. Chr. im Römischen Reich aufging.

## Geschichte
Vermutlich siedelten die Picener ab dem 9. Jahrhundert v. Chr. an der oberitalienischen Adriaküste in den Marken und errichteten vor allem Hüttendörfer als Höhensiedlungen. Erste Steinbauten werden auf das 7. Jahrhundert v. Chr. datiert. Ab dem 5. Jahrhundert v. Chr. übernahmen die Picener von Etruskern und Griechen rechtwinklige Steinbauwerke mit Ziegeldächern.
Eine Blüte erlebte das Volk im 6. und 5. Jahrhundert v. Chr., als es von den durch sein Gebiet verlaufenden Handelsrouten der Etrusker und Griechen profitierte. Die Grabbeigaben aus dieser Zeit weisen Handelsverbindungen bis nach Kleinasien auf. Sogar Kaurischnecken aus dem Indischen Ozean wurden gefunden. Handelsverbindungen über die Alpen nach Norden ließen sich bisher nicht nachweisen. In dieser Epoche erreichte auch ihre Hauptstadt Numana ihre größte Ausdehnung. Vom Einfall der Kelten in Italien wurden die Picener hart getroffen, teilweise übernahmen sie aber auch keltische Bräuche, was sich unter anderem an der Gestaltung von Grabstelen zeigt, die Bewaffnung mit keltischem Schwert und Helm sowie Glasarmreifen typisch keltischer Machart darstellen. Von 400 bis 350 v. Chr. verfiel ihr Reich zusehends. 295 v. Chr. besiegten die Römer in der Schlacht von Sentinum die Reste der Picener und assimilierten sie. Das Ende der eigenständigen Kultur wird mit der römischen Eroberung des Picenums 268 v. Chr. angesetzt.

## Kultur
Über die Picener ist nur wenig bekannt, was vor allem an der geringen Menge archäologischer Funde liegt, die vor allem aus Grabbeigaben und nur selten aus Siedlungen stammen. Darüber hinaus wurden auch zahlreiche picenische Artefakte bei der Bombardierung des Museums in Ancona im Zweiten Weltkrieg vernichtet. In den 1960er Jahren wurden geringfügige Siedlungsreste bei Osimo und Ancona entdeckt. Bedeutender sind die Ausgrabungen der Nekropole bei Novilara, wo neben metallzeitlichen Funden auch eine Kalksteinstele sichergestellt wurde, die bis heute das fast einzige Zeugnis der Sprache Nord-Pikenisch darstellt, die noch nicht entziffert wurde, als unklassifiziert betrachtet wird und nicht mit dem (Süd-)Pikenischen verwandt ist. Die Stele befindet sich im Archäologischen Museum Oliveriano in Pesaro.
G. D. Lollini teilt die picenische Kultur anhand der archäologischen Hinterlassenschaften aus Bestattungen in sechs Phasen ein: Piceno I von 900 bis 800, Piceno II, 800 bis 700, Piceno III, 700 bis 580, Piceno IVA, 580 bis 520, Piceno IVB, 520 bis 470, Piceno V, 470 bis 385, und Piceno VI, 385 bis 268 v. Chr.

## Siedlungsgebiet der Picener
Die eigentlichen vorrömischen Grenzen des Picenums erstreckten sich im Norden bis nach Novilara (wobei der gesamte nördliche Bereich ab dem 5. Jahrhundert vor Christus einem starken Einfluss der Umbrer unterlag) und im Süden bis nach Ascoli Piceno. Das daran südlich anschließende teramanische Gebiet gehörte schon zu den Prätuttiern, die zur mitteladriatischen Kultur gerechnet werden.
Bedeutende picenische Nekropolen sind für das nördliche Picenum Novilara, Ancona, Camerano, Sirolo-Numana, Recanati, Pianello di Castelbellino, für das mittlere Picenum Matelica (Macerata), Tolentino, San Severino, Fabriano und für das südliche Picenum Belmonte Piceno, Grottazzolina, Cupramarittima-Grottammare, Montegiorgio und Ripatransone.
Gelegentlich werden die Picener der mitteladriatischen Kultur zugerechnet, deren Siedlungsgebiet allerdings südlich an jenes der Picener angrenzte.

## Der Krieger von Capestrano

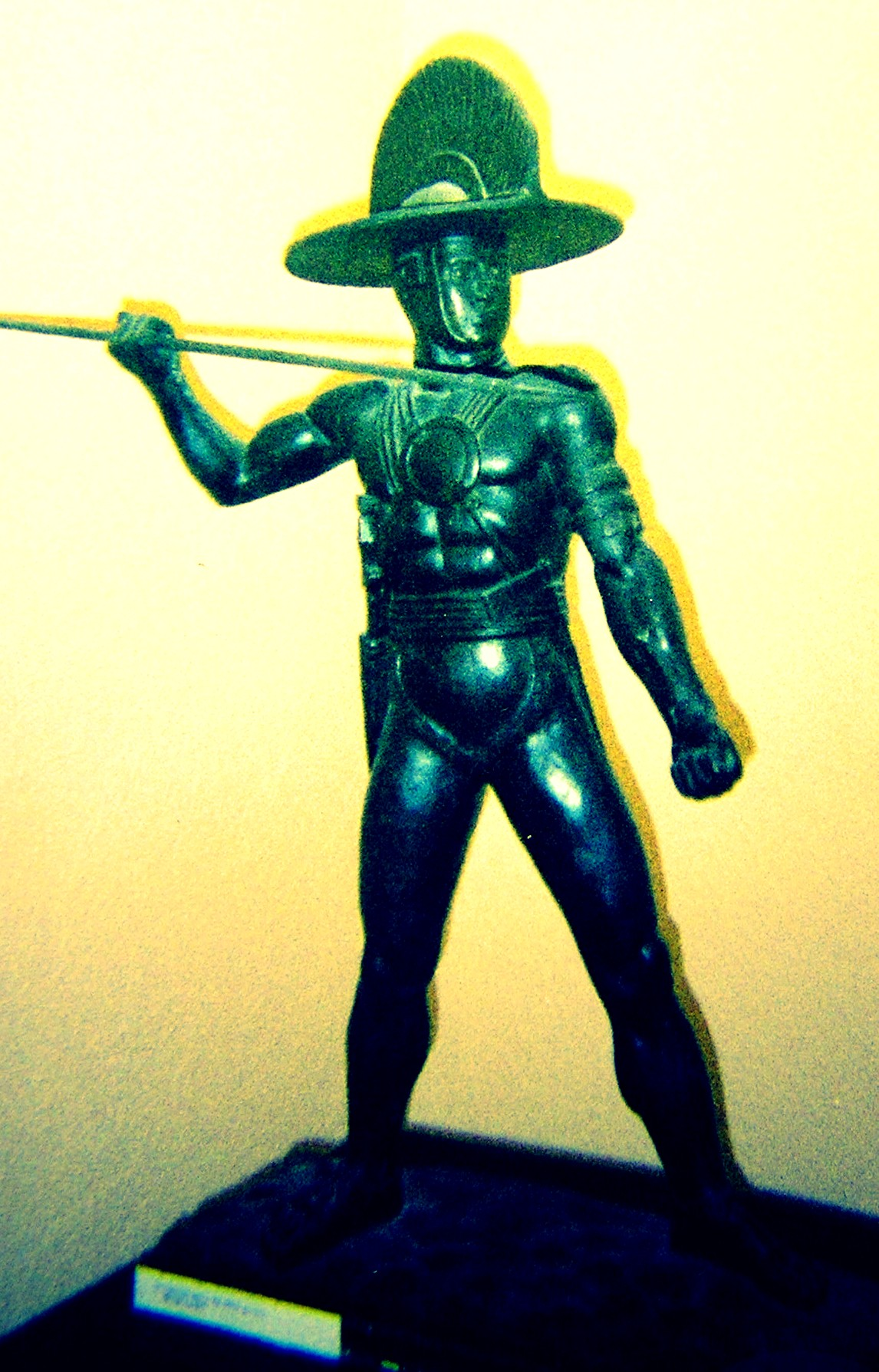
Picenischer Krieger - Nationalmuseum

Der „Krieger von Capestrano“ ist eine Grabstatue, die im gleichnamigen Gräberfeld Anfang des 19. Jahrhunderts zusammen mit einem weiblichen Torso und Fragmenten von weiteren Statuen gefunden wurde, die heute im Museo Archeologico Nazionale von Chieti aufbewahrt werden. Sie wird häufig der picenischen Kultur zugerechnet.
Die zur Statue gehörige Bestattung ist unbekannt, auch wenn weite Teile der Nekropole von Capestrano mit rund 200 Bestattungen freigelegt wurden. Eine Inschrift, die auf dem linken seitlichen Stützpfeiler eingemeißelt ist, gibt Auskunft über den Bildhauer und die dargestellte Person: „ma kupri koram opsut aninis raki nevíi pomp[uled]íi“ (Transkription nach dem Vorschlag von Adriano La Regina in Deutsch ungefähr: „welch schönes Abbild fertigte Aninis für den König Nevio Pomuledio“). Die auf der Grabstatue dargestellten Waffen, wie das Langschwert, das in der Scheide steckt, der Brustpanzer und die beiden Lanzen sowie der Hals- und Armschmuck und die Sandalen sind realen Gegenständen bis ins kleinste Detail nachempfunden, wie sie als Grabbeigaben aus früharchaischer Zeit aus den Abruzzen bekannt sind.